# Avon Championships of California 1979
L'Avon Championships of California 1979 è stato un torneo di tennis giocato sul sintetico indoor. È stata la 9ª edizione del torneo, che fa parte del WTA Tour 1979. Si è giocato all'Oakland-Alameda County Coliseum Arena di Oakland negli USA dall'8 al 14 gennaio 1979.

## Campionesse

### Singolare
Martina Navrátilová ha battuto in finale  Chris Evert con il punteggio di 7–5, 7–5.

### Doppio
Rosemary Casals /  Chris Evert hanno battuto in finale  Tracy Austin /  Betty Stöve con il punteggio di 3–6, 6–4, 6–3.